# Svangrottan på Ipsara
Svangrottan på Ipsara är ett drama av Carl Jonas Love Almqvist. Pjäsen ingår i band I av den så kallade imperialoktavupplagan av Törnrosens bok, vilket utkom 1839. Som titeln antyder utspelar sig dramat på den grekiska ön Psara i närheten av Chios, under Konstantin den stores tid som kejsare.